# Carl Cohen
Carl Cohen (30 de abril de 1931-26 de agosto de 2023) fue un filósofo y escritor estadounidense.

## Publicaciones
Nacido el 30 de abril de 1931, en 1971 publicó Civil Disobedience: Conscience, Tactics, and the Law (1971), en la que aborda el clásico debate de en qué consiste la desobediencia civil y si está o no justificada. Ese mismo apareció publicada Democracy, una obra en la que se enfoca en el estudio del concepto «democracia». Editor de Communism, Fascism and Democracy: The Theoretical Foundations, donde se recogen textos de diferentes autores sobre dichos sistemas de gobierno, en 1981 apareció publicado Four Systems, un estudio suyo comparativo entre la socialdemocracia, la democracia individualista, el comunismo y el fascismo.
En 1996, publicó Naked Racial Preference: The Case Against Affirmative Action, en la que se muestra en contra de la discriminación positiva y de otorgar ventajas a los individuos en función de su raza; en la línea de la anterior, en 2003 apareció Affirmative Action and Racial Preference: A Debate, un «debate» junto a James P. Sterba, en el que Cohen se posiciona de nuevo en contra de esta discriminación y afirma que todas las medidas deberían ir encaminadas simplemente al hacer desaparecer la discriminación negativa y promover la igualdad.
En 2001 publicó The Animal Rights Debate, junto a Tom Regan, otro debate en el que aboga por posturas utilitarias en el trato a los animales y describe el reconocimiento de derechos a estos como un error, posición de la que es un reconocido defensor.
Falleció el 26 de agosto de 2023.